# Sidi Boumedienne
Sidi Boumedienne (în arabă سيدي بومدين) este o comună din provincia Aïn Témouchent, Algeria.
Populația comunei este de 3.381 de locuitori (2010).